# Zurab Kintsurashvili
Zurab Kintsurashvili (en georgiano: ზურაბ კინწურაშვილი, 19 de febrero de 2002) es un deportista georgiano que compite en taekwondo.
En los Juegos Europeos de Cracovia 2023 consiguió una medalla de oro en la categoría de –74 kg. Ganó una medalla de plata en el Campeonato Europeo de Taekwondo de 2024, en la misma categoría.

## Palmarés internacional
| Juegos Europeos    | Juegos Europeos         | Juegos Europeos  | Juegos Europeos |
| Año                | Lugar                   | Medalla          | Categoría       |
| ------------------ | ----------------------- | ---------------- | --------------- |
| 2023               | Krynica-Zdrój (Polonia) | Medalla de oro   | –74 kg          |
| Campeonato Europeo |                         |                  |                 |
| Año                | Lugar                   | Medalla          | Categoría       |
| 2024               | Belgrado (Serbia)       | Medalla de plata | –74 kg          |